# Andethele lucma
Andethele lucma is een spinnensoort uit de familie Dipluridae. De soort komt voor in Peru.